# Fuerza Nacional-Identitaria
Pour les articles homonymes, voir FNI.
 (janvier 2025).
Fuerza Nacional-Identitaria (FNI) est un mouvement d'extrême droite chilien fondé en 2012.
Composé principalement d'étudiants, le groupe défend une idéologie identitaire basée sur une conception créole de l'identité chilienne, mêlant héritage racial espagnol et ancrage territorial américain. Il prône des positions anti-immigration et la ségrégation spatiale des immigrants.

## Présentation
Fuerza Nacional-Identitaria (FNI) est fondée fin 2012 par « Felipe », un étudiant en droit, et est principalement active à Santiago et Concepción. Elle est composée majoritairement d'étudiants dans la vingtaine,.
La FNI organise des activités telles que des randonnées et des visites de musées centrées sur l'héritage des conquistadors espagnols.

## Idéologie
FNI est identitaire,, et se réclame d'une identité créole, se définissant comme issu du « sang européen » mais ancré dans le « sol américain ». Sa conception identitaire est basée sur la théorie Blut und Boden et elle revendique tout particulièrement un héritage racial espagnol du Chili. Elle considère les races et les ethnies comme des phénomènes naturels et comme inégales. Le politiste Gilberto Cristian Aranda Bustamante qualifie l'orientation de ce mouvement de pan-Criollo (« pan-créole »).
Le groupe défend des positions anti-immigration sélectives et prône une ségrégation spatiale des immigrants pour préserver l'identité chilienne,.
The Clinic décrit la FNI comme opposée à la mondialisation. Elle soutient la gratuité scolaire.
Elle entretient des liens idéologiques avec le parti grec Aube dorée,.
Le mouvement défend la théorie conspirationniste du plan Andinia qui affirme l'existence d'un projet israélien de colonisation de la Patagonie.

## Stratégie
À l'instar d'autres mouvements d'extrême droite comme la Nouvelle Droite et l'alt-right, le groupe prône un combat culturel d'inspiration gramscienne.

## Influence
En novembre 2024, un groupe se faisant appeler « Frente Nacional Identitario » (Front national identitaire) apparaît dans la ville de Mendoza, en Argentine, affichant une propagande similaire à celle de la Fuerza Nacional-Identitaria chilienne.